# Rinaldo (nome)
Rinaldo  è un nome proprio di persona italiano maschile.

## Varianti
- Maschili: Renaldo[3], Rinaldi[3], Ranaldo[3], Rainaldo[3], Reginaldo[1][3][5], Ronaldo[5]
  - Alterati e ipocoristici: Rinaldino[3], Naldo[2], Nado[6], Naddo[6]
- Femminili: Rinalda[3][5], Rainalda[3], Reginalda[3][5]
  - Alterati e ipocoristici: Rinaldina[3], Nada[6], Nadda[6]

### Varianti in altre lingue
- Bielorusso: Рагвалод (Rahvalod)[7]
- Catalano: Reinald[8]
- Finlandese: Reino[2]
- Francese: Renaud[2], Reynaud[2][4]
- Gallese: Rheinallt[2][4], Renallt[4]
- Germanico: Raginald[2][9], Reginold[9], Ragenold[9], Ragenald[9], Raganald[4], Reginolt[9], Rainold[9], Rainald[9], Reinald[2], Reinold[9], Reinhold[2]
- Inglese: Reynold[2][4], Reginald[2][4], Ronald[10]
  - Ipocoristici: Ron[10], Ronnie[10], Ronny[10], Reg[4], Reggie[4], Reggy[4], Rex[4]
  - Femminili: Ronnette[10]
  - Inglese antico: Regenweald[4]
- Irlandese: Raghnall[2]
  - Medio irlandese: Ragnall[2]
- Latino: Reginaldus[1][4], Raginaldus[1], Raynaldus[1], Rainaldus[1][3], Ranaldus[3], Rinaldus[3]
- Normanno: Reinald[2], Reinold[2]
- Norreno: Ragnvaldr[2], Rögnvaldr[4]
- Norvegese: Ragnvald[2]
- Olandese: Reinoud[2], Reinout[2], Ronald[2]
- Portoghese: Ronaldo[2], Reinaldo[2], Reynaldo[2]
- Scozzese: Raghnall[2], Ranald[2], Ronald[2]
  - Femminili: Ronalda[10]
- Spagnolo: Reinaldo[2][8], Reynaldo[2]
  - Ipocoristici: Rey[2]
  - Femminili: Reinalda[8]
- Svedese: Ragnvald[2]
- Tedesco: Reinhold[2], Ronald[2]

## Origine e diffusione
Nome dalla storia onomastica complessa e ramificata, che risale in ultima analisi all'antico nome germanico Raginald: questo è composto da ragin ("consiglio [divino]", "assemblea") e -ald, una riduzione di wald ("potere", "dominio", da waltan, "comandare", "reggere"); il significato complessivo è incerto, ma può essere interpretato come "che governa col consiglio [divino]", "che governa per volere degli dei", "che governa potentemente".
Il nome giunse in Italia dapprima durante l'epoca longobarda, quando è attestato a partire dall'VIII secolo nella forma latinizzata Raginaldus e poi Reginaldus, da cui l'odierno "Reginaldo", che però non sembra abbia mai avuto grande popolarità. Il nome ebbe più fortuna con la forma lingua francone Raganald, da cui discendono forme latinizzate quali Rainaldus, Ranaldus e Rinaldus, documentate nella penisola tra IX e X secolo: è però la letteratura cavalleresca francese a dare la vera spinta alla sua diffusione: le storie del paladino Rinaldo di Montalbano (in francese antico Renaus o Renaud) resero celebre il nome, che venne ulteriormente ripreso a partire dal Rinascimento grazie a varie opere ispirate allo stesso personaggio (Morgante di Pulci, Orlando furioso di Ariosto, Orlando innamorato di Boiardo e Rinaldo di Tasso) o ad altri omonimi (come il crociato Rinaldo nella Gerusalemme liberata, sempre di Tasso), e poi di nuovo a inizio Ottocento grazie all'Armida di Rossini. Negli anni 1970 si contavano circa 34.000 occorrenze della forma base Rinaldo, attestata in tutte le regioni, più altre 1.100 circa della variante Reginaldo e alcune decine per le altre varianti; le forme femminili ammontavano a 2.800 occorrenze circa, di cui la stragrande maggior parte per il tipo base "Rinalda"; gli ipocoristici di stampo medievale del tipo "Nado", "Naddo" sono tipici della Toscana, e possono anche rappresentare varianti del nome Nadia. Da Rinaldo è derivato anche il cognome Rinaldi (con le sue numerose variazioni).
Per quanto riguarda la lingua inglese, il nome raggiunse l'Inghilterra grazie ai Normanni e andò qui a mescolarsi e rinforzare rare forme imparentate norreni e anglosassoni; durante il Medioevo fu piuttosto comune nella forma Reynold, che però andò via via rarefacendosi dal XV secolo. Fu invece una delle forme norrene, Ragnvaldr, ad avere infine successo, passando in scozzese come Raghnall, Ranald e infine Ronald: quest'ultima forma uscì dai confini della Scozia nel XX secolo, guadagnando ampia diffusione non solo nei vari paesi anglofoni ma, con la forma Ronaldo, anche in portoghese e, seppur raro, in italiano.

## Onomastico
L'onomastico può essere festeggiato in memoria di vari santi e beati, alle date seguenti:
- 7 gennaio, san Rinaldo di Colonia, monaco a Toledo[12]
- 24 gennaio, san Rainaldo, confessore[1]
- 1º febbraio, beato Reginaldo d'Orléans, monaco domenicano[13]
- 5 febbraio, san Rainaldo, vescovo di Nocera[1]
- 9 febbraio, san Rinaldo, eremita e priore a Fonte Avellana e poi vescovo di Nocera Umbra[8][12]
- 30 marzo, san Rainaldo, cistercense[1]
- 1º aprile, san Reginaldo, vescovo di Toul[1]
- 7 maggio, san Reginaldo, eremita in Puglia[1]
- 18 agosto, beato Rinaldo da Concorezzo, arcivescovo di Ravenna[1][12]
- 17 settembre, san Reginaldo, eremita presso Mélinais[1][13]
- 26 settembre, san Reginaldo o Naldo, domenicano[1]

## Persone

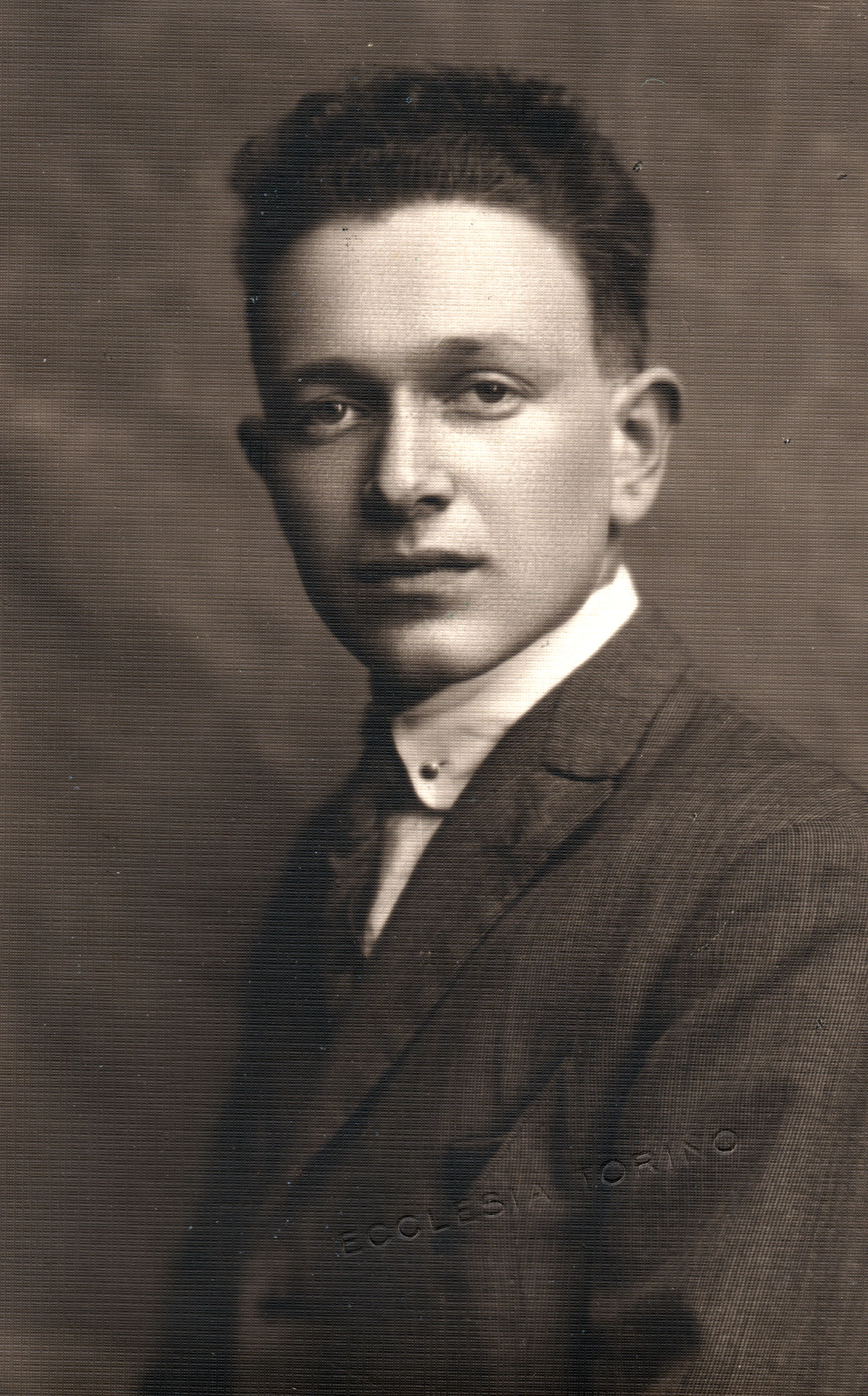
Rinaldo De Benedetti

- Rinaldo I di Borgogna o Rainaldo o Reginaldo, conte di Borgogna
- Rinaldo di Châtillon, cavaliere crociato, Principe consorte d'Antiochia e Signore d'Oltregiordano
- Rinaldo di Dammartin, conte di Dammartin, di Aumale e di Mortain, conte consorte di Boulogne
- Rinaldo d'Este, cardinale e nobile italiano
- Rinaldo Arnaldi, militare e partigiano italiano
- Rinaldo Bianchetti, scacchista e compositore di scacchi italiano
- Rinaldo Bonanno, scultore e architetto italiano
- Rinaldo De Benedetti, scrittore italiano
- Rinaldo degli Albizzi, politico italiano
- Rinaldo Nocentini, ciclista su strada italiano
- Rinaldo Piaggio, imprenditore e politico italiano

### Variante Reinhold
- Reinhold Begas, scultore tedesco

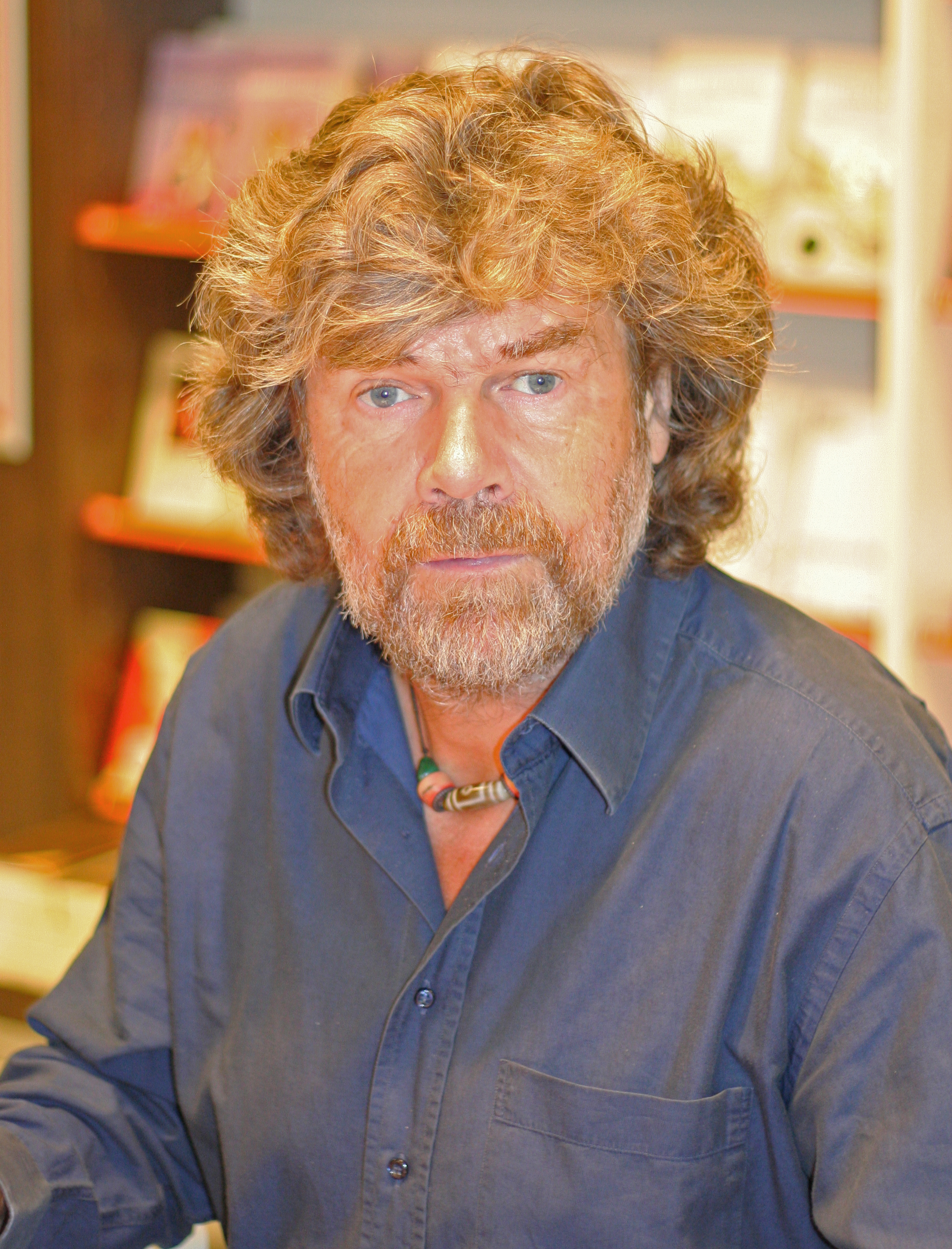
Reinhold Messner

- Reinhold Ewald, astronauta e fisico tedesco
- Reinhold Moritzevič Glière, compositore russo
- Reinhold Hanisch, pittore cecoslovacco naturalizzato austriaco
- Reinhold Messner, alpinista, esploratore, scrittore e politico italiano
- Reinhold Niebuhr, teologo statunitense
- Reinhold Roth, pilota motociclistico tedesco
- Reinhold Schünzel, attore, regista, sceneggiatore e produttore cinematografico tedesco

### Variante Reginaldo

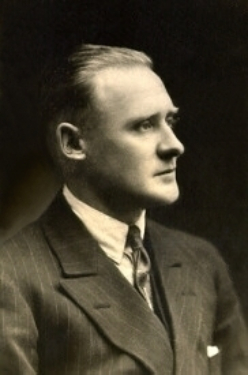
Reginald Joseph Mitchell

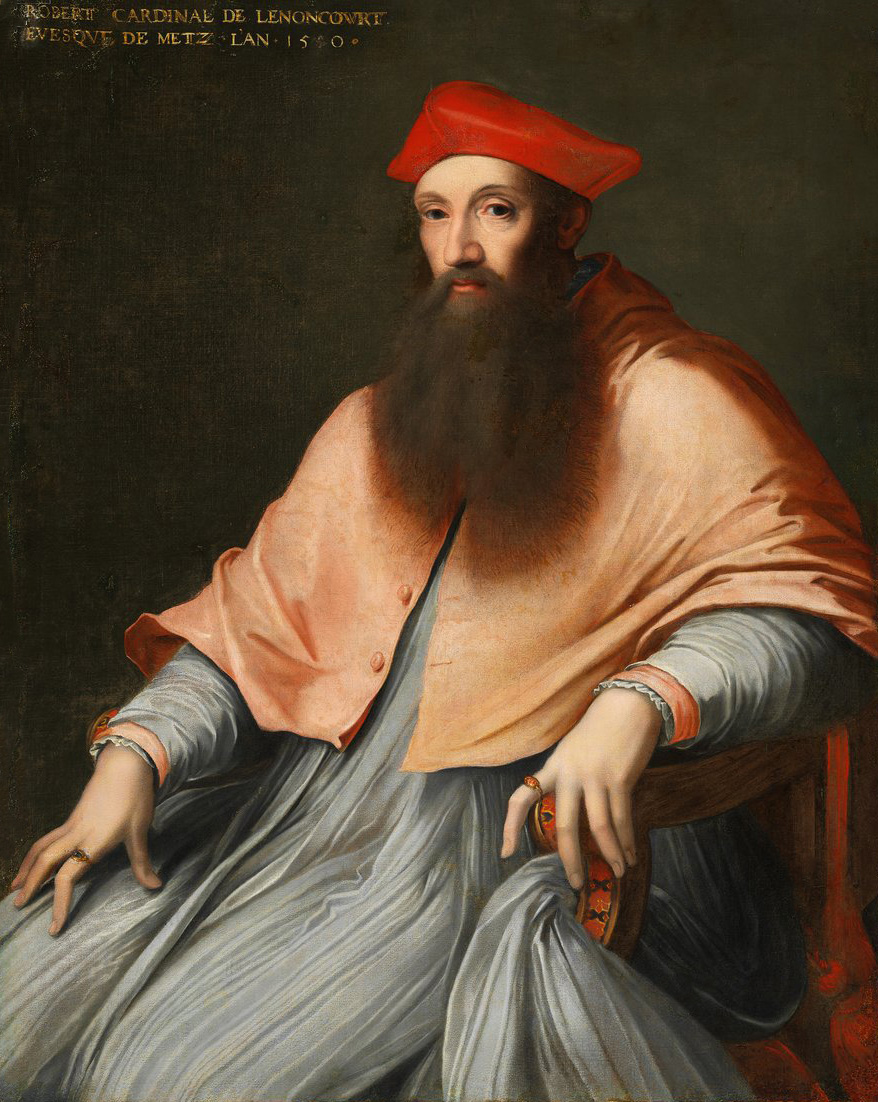
Reginald Pole

- Reginaldo da Piperno, teologo e religioso italiano
- Reginaldo de Grenier, signore di Sidone
- Reginaldo Ferreira da Silva, calciatore brasiliano
- Reginaldo Giuliani, religioso, predicatore e militare italiano

### Variante Reginald

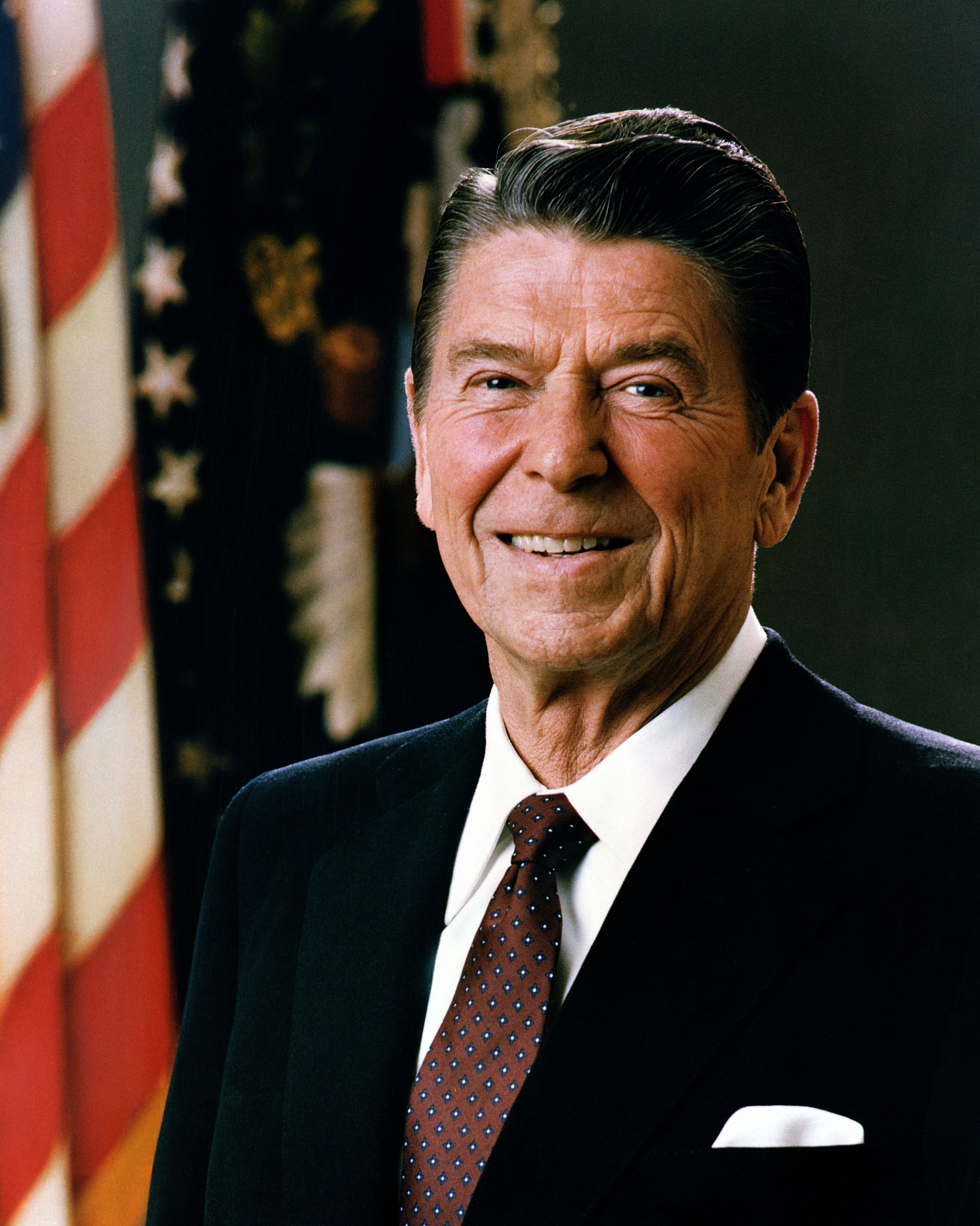
Ronald Reagan

- Reginald Arvizu, bassista statunitense
- Reginald Denny, attore britannico
- Reginald Doherty, tennista britannico
- Reginald Gardiner, attore inglese
- Reginald Hill, scrittore britannico
- Reginald Joseph Mitchell, ingegnere britannico
- Reginald Pole, cardinale e arcivescovo cattolico inglese
- Reginald Wingate, generale britannico

### Variante Ronald
- Ronald Coase, economista inglese naturalizzato statunitense
- Ronald Colman, attore britannico
- Ronald Howard, attore e scrittore britannico
- Ronald Laing, psichiatra scozzese
- Ronald Munro-Ferguson, politico britannico
- Ronald Norrish, chimico britannico
- Ronald Sydney Nyholm, chimico australiano
- Ronald Reagan, politico, sindacalista e attore statunitense
- Ronald Ross, medico britannico

### Variante Ron

Ronaldo

- Ron Howard, regista, sceneggiatore, attore e produttore cinematografico statunitense
- Ron Paul, politico statunitense
- Ron Perlman, attore e doppiatore statunitense

### Altre varianti
- Ronaldo, calciatore brasiliano
- Cristiano Ronaldo, calciatore portoghese
- Ronaldo de Assis Moreira, conosciuto come Ronaldinho, calciatore brasiliano
- Rainaldo di Dassel, arcivescovo di Colonia e arcicancelliere d'Italia
- Renaldo Nehemiah, ostacolista e giocatore di football americano statunitense
- Ranald Slidell MacKenzie, generale statunitense
- Ragnvald Soma, calciatore norvegese
- Ragnvald Ulfsson, jarl di Västergötland o Östergötland
- Ronnie James Dio, cantante statunitense

## Il nome nelle arti
- Il paladino Rinaldo, è un eroe dell'epopea carolingia ricordato nell'Orlando furioso di Ludovico Ariosto e protagonista del Rinaldo, opera giovanile di Torquato Tasso.
- Il crociato Rinaldo (il cui nome ricorda il celebrato Rinaldo di Châtillon della seconda), uno dei protagonisti della Prima Crociata nella Gerusalemme liberata di Torquato Tasso e poi di molte opere letterarie e musicali.
- Ronald McDonald è un clown che è stato la mascotte della catena di fast food McDonald's fino al 2016.
- Ronald "Ron" Weasley è un personaggio della serie di romanzi e film Harry Potter, creata da J. K. Rowling.
- Zio Reginaldo è un'oca, personaggio del film d'animazione Gli Aristogatti della casa di produzione cinematografica Disney.